# Pintar
Pintar je 77. najbolj pogost priimek v Sloveniji, ki ga je po podatkih Statističnega urada Republike Slovenije na dan 31. decembra 2007 uporabljalo 1.483 oseb, na dan 1. januarja 2010 pa 1.496 oseb.  

## Znani nosilci priimka
- Albin Pintar, kemik
- Anton Pintar (1817—1881), duhovnik, nabožni pisec, prevajalec
- Anže Pintar (*1983), hokejist
- Boris Pintar (*1964), pisatelj, dramatik, dramaturg, dramatizator...
- Damjan Pintar, začetnik squasha (skvoša) v Sloveniji
- David Pintar (*1959), slikar
- Emil Milan Pintar (*1944), sociolog, politik, publicist
- Erazem B. Pintar (*1968), podjetnik, publicist
- Gregor Pintar, speleolog, predsednik društva Lj
- Ignacij Pintar (1776—1835), kirurg in porodničar
- Ivan Pintar (1854—1897), časnikar in prevajalec
- Ivan Pintar (1888—1963), zdravnik ginekolog in zgodovinar medicine
- Jana Pintar (*1926), agronomka, enologinja
- Janez Pintar (1931—2006), veslač
- Jernej Pintar (1819—1869), sadjar
- Jernej Pintar, direktor Tehnološkega parka Ljubljana
- Jože Pintar, inženir gradbeništva-hidrotehnik
- Lovro Pintar (1814—1875), sadjar in nabožni pisec
- Luka Pintar (1857—1915), jezikoslovec, bibliotekar, literarni zgodovinar
- Luka Pintar (1929—2023), zdravnik pediater in fotograf
- Marina Pintar (*1961), agronomka, strokovnjakinja za namakanje, univ. prof., vodja Centra za agrohidrologijo in urejanje kmetijskega prostora (= jamarka?)
- Marjan Pintar, državni sekretar na Ministrstvu za zdravje
- Marjeta Pintar, agronomka
- Marta Kocijančič Pintar (1935—2020), dr. med.?
- Mateja Pintar (*1985), športnica paraolimpijka
- Miha Pintar (1913—1942), partizan in narodni heroj
- Milan Pintar - "Mik" (1934—2003), slovensko-kanadski fizik in alpinist
- Mira Pintar (1891—1980), slikarka, nečakinja Ivane Kobilce
- Slavko Pintar (*1961), kanuist (= Stanislav Pintar ?)
- Stanislav Pintar (*1938), gospodarstvenik
- Tjaša Pintar (*1997), plavalka